# Marko Ljubičić
Marko Ljubičić (in serbo Marko Љубичић?; Novi Sad, 23 luglio 1987) è un cestista serbo.

## Carriera
Con la Serbia universitaria ha disputato le Universiadi di Shenzhen 2011.

## Palmarès

### Squadra
- Campionato macedone: 1

MZT Skopje: 2015-16
- Campionato croato: 1

Cibona Zagabria: 2018-19
- Coppa del Montenegro: 1

Budućnost: 2010
- Coppa di Bosnia ed Erzegovina: 1

Igokea: 2018
- Coppa di Macedonia: 1

MZT Skopje: 2016

### Individuale
- KLS MVP: 1

Metalac: 2010-11